# Super Mario World (serial animowany)
Super Mario World – amerykańsko-japońsko-chińsko-kanadyjski serial animowany na podstawie gry Super Mario World na Super Nintendo Entertainment System.

## Postacie
- Mario – główny bohater.
- Luigi – brat Mario.
- Yoshi – mały zielony dinozaur, pomaga braciom Mario.
- Księżniczka Muchomorzanka (ang. Princess Toadstool) – wybranka serca Mario.
- Król Koopa – wróg Mario.
- Koopalingowie – siedmioro dzieci króla Koopy.
- Oogtar – przyjaciel braci Mario.
- Jaskiniowcy – mieszkańcy Krainy Dinozaurów.

## Wersja polska

### Wersja VHS
W 1993 roku, Mercury Entertainment wydało wszystkie odcinki jako „Super Mario World fantastyczny świat braci Super Mario”, na dwóch kasetach, w wersji z angielskim dubbingiem i polskim lektorem, którym był Mirosław Utta.

### Wersja telewizyjna
Po raz pierwszy w Polsce pojawił się 5 listopada 2012 r. na kanale KidsCo z dubbingiem w formie serialu „Kapitan N i nowe przygody braci Mario”, gdzie, podobnie jak podczas oryginalnej emisji w USA, leciał w półgodzinnym bloku z trzecim sezonem serialu Kapitan N. Serial był jednak wcześniej dostępny w Polsce na wydaniu VHS z lektorem w latach 90.